# Iassinuvata
Iassinuvata (en ucraïnès Ясинувата; en rus Ясиноватая) és una ciutat de l'óblast de Donetsk d'Ucraïna, actualment a la zona separatista de l'anomenada República Popular de Donetsk, situada a 21 quilòmetres de Donetsk. Fundada en 1872, és la seu administrativa del districte homònim. La seva població és de 37.600 habitants i és un important encreuament ferroviari. Però a causa de la invasió russa d'Ucraïna l'operació ferroviària va ser destituïda l'any 2014.

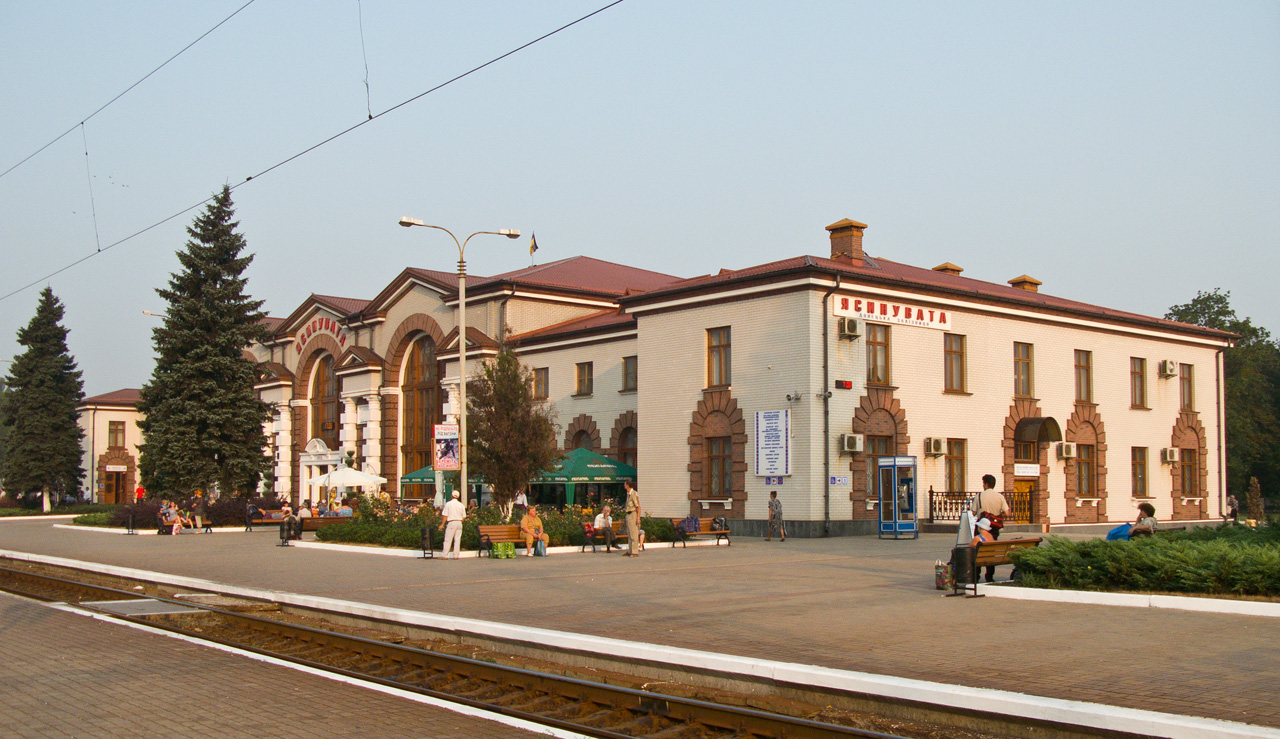
Estació de trens.